# 30 St Mary Axe
30 St Mary Axe is een door Norman Foster ontworpen kantoorgebouw in de City of London (Londen) dat beter bekendstaat als de "The Gherkin" ("De Augurk").
Foster liet zich voor deze opdracht bijstaan door het ingenieursbureau Arup en zij kozen voor een opmerkelijke kegelvorm om windturbulentie rond het gebouw te verminderen. Het gebouw heeft een vloeroppervlak van 47.950 m², is 180 meter hoog, heeft 41 verdiepingen en kostte £138 miljoen.
In het op 28 april 2004 geopende gebouw wordt een aantal energiebesparende methodes gebruikt, waardoor maar half zoveel energie gebruikt wordt als in een soortgelijk gebouw van dezelfde grootte. Gaten in elke verdieping vormen zes kokers die een natuurlijk ventilatiesysteem vormen voor het hele gebouw. Hierdoor ontstaat een reusachtig dubbelglaseffect, doordat de lucht gevangen zit tussen twee lagen beglazing, hetgeen werkt als een isolerende laag. De kokers onttrekken warme lucht uit het gebouw in de zomer, en verwarmen het in de winter door middel van passieve zonne-energie. De kokers laten ook het zonlicht door, waardoor een aangename werkomgeving ontstaat, en waardoor de verlichtingskosten laag zijn.
Hoewel de vorm overal gebogen is, heeft het hele gebouw toch maar één stuk gebogen glas: een bovenkap in de vorm van een lens.
Het gebouw werd voornamelijk gebruikt door de herverzekeringsmaatschappij Swiss Re, die het gebouw zijn tweede populaire naam gaf: de Swiss Re-toren.
In 2004 werd het gebouw bekroond met de Nationale Staalprijs.
In november 2014 werd het gebouw verkocht aan de Safra Group van de Braziliaanse miljardair Joseph Safra.

## Huurders
In januari 2015 maakten de volgende huurders gebruik van het gebouw:
- Standard Life
- Regus
- ION Trading
- Kirkland & Ellis
- Hunton & Williams
- Falcon Group
- Swiss Re
- Lab49
- Algotechs
- Webscaparate UK

Daarnaast waren diverse retailers en restaurants op deze locatie actief, zoals The Sterling en Bridge's Newsagent.